# Corazón Aquino
María Corazón Cojuangco y Sumulong, vd.ª de Aquino (Paniqui, 25 de enero de 1933-Makati, 1 de agosto de 2009), popularmente conocida como Corazón «Cory» Aquino, fue una política y matemática filipina. Fue la 11.ª presidenta de las Filipinas desde el 25 de febrero de 1986 al 30 de junio de 1992. Fue la primera mujer de extremo oriente en ocupar la máxima representación de su Estado o gobierno, y una de las primeras de toda Asia, tras Sirimavo Bandaranaike, Golda Meir e Indira Gandhi. Casada con el popular senador de la oposición Ninoy Aquino, cuando este fue asesinado en el entonces denominado Aeropuerto Internacional de Manila al regresar del exilio el 21 de agosto de 1983, «Cory» se convirtió en el núcleo de la oposición al gobierno autocrático del Presidente Ferdinand Marcos.
En 1987 suprimió la oficialidad del español en las Filipinas por considerarlo una lengua muerta y eliminó por completo la enseñanza del idioma.

## Biografía
Corazón Cojuangco nació en Manila en una de las familias más ricas en Filipinas, los poderosos Cojuangcos de la provincia de Tarlac. La familia de su madre, los Sumulongs, también pertenecían a una familia política de la provincia de Rizal.
Creció dentro de una familia privilegiada, siendo enviada al extranjero para estudiar en la Ravenhill Academy de Filadelfia, en el Notre Dame Convent School de Nueva York y en el College of Mount Saint Vincent, también de Nueva York. Estudió matemáticas y se graduó con un título en francés en 1953.
Regresó a Filipinas para estudiar Derecho en la Far Eastern University, pero en 1955 se casó con Benigno Aquino, que acababa de ser elegido alcalde de Concepción en la provincia de Tarlac a la edad de 22 años. Tuvieron cinco hijos: un hijo, Benigno III (posteriormente elegido Presidente de Filipinas), y cuatro hijas, Maria Elena, Aurora Corazón, Victoria Eliza y Kristina Bernadette. Benigno Aquino fue elegido gobernador y senador, pero fue arrestado, sentenciado a muerte y exiliado por el régimen de Marcos. Corazón le acompañó en el exilio en 1980. Benigno fue asesinado el 21 de agosto de 1983 a su llegada desde un exilio de 3 años en los Estados Unidos en el mismo asfalto del Aeropuerto Internacional de Manila, que fue posteriormente renombrado en su honor. Tras su muerte ella fue convencida por los amigos y los partidarios de Ninoy para que entrase en política como jefe de la coalición Laban.
Fue también la primera filipina nominada para el Premio Nobel de la Paz después de liderar la revolución pacífica EDSA durante la época de Marcos.

## Carrera política
Aquino regresó a Filipinas para estudiar Derecho en la Universidad del Extremo Oriente, que pertenecía a la familia de Nicanor Reyes, Sr., quien había sido suegro de su hermana mayor Josephine. Ella terminó sus estudios en leyes, cuando en 1954 se casó con Benigno Servillano «Ninoy» Aquino, Jr., el hijo de un ex Presidente de la Asamblea Nacional. Tuvieron cinco niños: un hijo, Benigno Simeon Aquino III, ex Presidente de Filipinas, y cuatro hijas, María Elena A. Cruz, Aurora Corazón A. Abellada, Victoria Eliza A. Dee, y la actriz de televisión Kristina Bernadette A. Yap. Aquino al inicio tenía dificultades para ajustarse a la vida provincial de Concepción (Tarlac) en 1955, después de que hubieran elegido a su marido a alcalde de la ciudad a sus 22 años. El estilo de vida «americano-educado» de Aquino no logró acostumbrarse a Concepción.
Siendo miembro del Partido Liberal, el esposo de Aquino se postuló para gobernador de Tarlac y fue elegido al Senado Filipino en 1967. Durante la carrera política de su marido, Aquino seguía siendo una ama de casa que crio a sus hijos y le apoyó, siendo una importante oradora en las campañas políticas de su esposo que frecuentarían su hogar en la Ciudad Quezon. Ella se unió a su marido en los rallies de campaña,  estando parada en la parte posterior de las audiencias para escuchar a su marido. No obstante, ella siempre fue consultada por su marido sobre las campañas políticas, a quien este valoró los juicios de ella enormemente.
Benigno Aquino pronto se emergió como crítico principal del gobierno del presidente Ferdinand Marcos del Partido Nacionalista (Filipinas), y había una gran especulación de que él se postularía en las elecciones presidenciales de 1973, Marcos luego lo inhabilitó. Entonces, Marcos había declarado la ley marcial el 21 de septiembre de 1972, y más adelante suprimió la Constitución de 1935, haciendo que él permaneciera en el poder. El esposo de Aquino era uno de los presos políticos, debido a la aplicación de la ley marcial sería  condenado a muerte. Durante su encarcelamiento, Aquino rezó fervientemente, asistiendo a la Santa Misa diariamente y rezando tres rosarios al día. Como una medida de sacrificio, ella junto con sus hijos se encargaron de los partidos, y a ella misma dejó de pagar sus necesidades, hasta que un sacerdote le aconsejó a ella y a sus hijos de vivir la vida tan normal como sea posible.
En 1978, a pesar de todo daño y barreras que le imponía la dictadura, el cónyuge de Aquino estando preso decidía postularse a las elecciones de Batasang Pambansa de 1978 (antiguas elecciones parlamentarias filipinas). Aquino hizo campaña en nombre de su marido preso y por primera vez en su vida, entregaba un discurso político, aunque ella dejó de hablar en público cuando su hija Kris cumplió 6 años.
En los años 1980, durante la intervención del presidente estadounidense Jimmy Carter, Marcos permitió al senador Aquino y su familia exiliarse en los Estados Unidos. La familia se asentó en Boston, donde, según Aquino fueron los 3 años más felices de su vida en matrimonio. Él regresó sin su familia a Filipinas el 21 de agosto de 1983, siendo asesinado apenas entrando a la pista de despegue del Aeropuerto Internacional de Manila, que fue retitulada más tarde en su honor. Corazón Aquino volvió a Filipinas algunos días después y condujo los ritos fúnebres de su marido, donde más de dos millones de personas aproximadamente la acompañaron, la mayor concentración de ese tipo en la historia de Filipinas.

## Campaña presidencial de 1986
En la última semana de noviembre de 1985, el presidente Ferdinand Marcos sorprendió a la nación entera cuando se postuló abiertamente para las elecciones presidenciales celebradas en febrero de 1986; al principio las Organizaciones Democráticas de Nacionalistas Unidos (UNIDO) de la oposición como el principal paraguas político de la oposición defendió al senador Salvador Laurel de Batangas como su titular estándar, pero el magnate de los negocios Don Joaquín Chino Roces no estaba convencido de que Laurel podría derrotar a Marcos en las votaciones. Roces inició el Movimiento para presidente de Cory Aquino para reunir un millón de firmas en una semana para que Cory se pudiera presentar como presidenta; Aquino fue convencida inicialmente para presentarse como vicepresidenta, pero Laurel le dio libertad a Cory para presentarse como Presidente. Aquino llegó al escenario político a raíz de la muerte de su marido, el senador Benigno «Ninoy», asesinado el 21 de agosto de 1983. Su muerte desató protestas sin precedentes en contra del dictador Ferdinand Marcos. En febrero de 1986, Aquino lideró a millones de filipinos en una revuelta de »poder popular» que duró cuatro días y obligó a la familia del dictador a exiliarse en Estados Unidos.
La campaña se hizo en el mes de enero de 1986, para las elecciones de febrero. Aunque se dijo oficialmente que había perdido las elecciones frente a Marcos, se creyó ampliamente que las elecciones habían sido fraudulentas. Marcos y Aquino reivindicaron haber ganado, y celebraron investiduras rivales el 25 de febrero, pero Marcos entonces huyó a causa de las grandes manifestaciones populares no violentas y rechazó intervenir militarmente contra ellas.

### Ascenso a la presidencia
El 22 de febrero de 1986, la Revolución del Poder Popular o Revolución de EDSA fue accionada por dos importantes aliados de Marcos, el Ministro de Defensa Juan Ponce Enrile y Vicecomandante en Jefe de las Fuerzas Armadas Fidel V. Ramos invitaron a Marcos a dimitir y tomaron el mando de dos campos militares en la Ciudad Quezon. Aquino, que se encontraba en la ciudad de Cebú cuando explotó la rebelión, volvió a Manila e insistió en unir a la muchedumbre con el apoyo que había recolectado fuera de los campos como barricada humana para proteger a los defectores.
A la mañana del 25 de febrero de 1986, en el Club Filipino en San Juan San Juan, Aquino tomó el juramento para asumir la presidencia cerca de la oficina administrativa de la Corte Suprema en la Corte de Justicia Asociada Claudio Teehankee, con apoyo de una masiva desobediencia civil contra Marcos, quien ya había perdido apoyo de altos jefes militares, que se resistían a reprimir civiles por temor a un motín de tropas. En simultáneo, Marcos se juramentó a sí mismo como Presidente en sus oficinas del Palacio Malacañang, pero después huyó al exilio por la noche del mismo 25 de febrero.

## Presidencia (1986-1992)
A pesar de la euforia siguiente al derrocamiento del gobierno de Marcos, Aquino tuvo que enfrentarse al gran desafío de restaurar la nación. 
Cuando Aquino llegó a la presidencia de Filipinas se encontró con un país en la miseria, una economía en bancarrota y una deuda exterior de 26 000 millones de dólares, trató de recuperar la paz interior, muy dañada por 18 años de lucha entre el Ejército y las dos principales guerrillas. Durante su mandato se sucedieron asesinatos, atribuidos a sectores que aún estaban relacionados con el régimen de Marcos como el de uno de sus aliados musulmanes en 1987, en plenas negociaciones, o el del dirigente izquierdista Rolando Olalia, en 1988, lo que provocó una huelga general con dos mujeres muertas. Su programa de redistribución de la tierra resultó insuficiente para poner fin al dominio económico ejercido por la elite que poseía grandes extensiones ociosas el sector manufacturero tuvo un crecimiento anual del 10% al 12 %, la inflación no superó el 12 % anual, el país acumuló reservas de divisas que permitieron comenzar a pagar la deuda externa, sin embargo su gobierno tuvo que resistir a las presiones de las empresas estadounidenses que se quejaban de tener que eran obligados a reinvertir sus beneficios en la economía del país. Estados Unidos amenazó con bloquear esos préstamos ofrecidos a Filipinas si se ponía en marcha el proyecto de cierre de las bases militares estadounidenses en su territorio. En 1988 consideró la posibilidad de una reforma agraria radical a imagen de las que se realizaron en Japón, Corea del Sur y Taiwán, para otorgar tierras a los campesinos más pobres. 
Estableció un gobierno revolucionario bajo los términos de una provisional «Constitución de la Libertad», legalmente estableciendo la estructura de un gobierno pendiente de adopción de una constitución con un borrador democrático y permanente. A finales de 1986, la administración de Aquino designó una comisión constitucional para el borrador de la nueva constitución. Fue ratificado el 7 de febrero de 1987. Pronto siguieron las elecciones locales y del congreso, poniendo un gobierno basado en un mandato popular y democrático.
Aquino fue elogiada por su apoyo de la democracia, y fue seleccionada como la Persona del Año en 1986 por la Revista Time. A pesar de su enorme popularidad y carisma personal y de la nueva constitución, Aquino continuó enfrentándose a repetidos intentos de golpes de Estado militares y a la insurrección comunista. Los fieles a Marcos continuaron oponiéndose al gobierno, culminando en un intento fallido en julio de 1986 de establecer un gobierno rival en el Hotel Manila, con Arturo Tolentino como presidente temporal. Una amenaza más seria vino tras el intento de golpe de Estado en agosto de 1987, que se repitió en diciembre de 1989. Ambos golpes militares estaban liderados por el coronel Gregorio Honasan. La administración de Aquino estuvo continuamente plagada de rumores de intentos de golpes de Estado.
En las elecciones filipinas de 1992, Aquino respaldó a Fidel V. Ramos, jefe de Estado Mayor del ejército de Marcos, cuya deserción al partido de Aquino había sido crucial para la revolución popular. Esta decisión fue impopular entre muchos de sus partidarios, incluyendo la Iglesia católica, puesto que Ramos era protestante). Ramos ganó por poco, con solo el 23,5 % de los votos, y sucedió a Aquino como presidente el 30 de junio de 1992.

### Reforma de las leyes y la constitución
Un mes después de que asumiera la presidencia, Aquino publicó la Proclamación n.º 3, la misma que proclamó su gobierno como gobierno revolucionario. Suspendió la constitución de 1973 impuesta durante la ley marcial, y promulgó una provisional «Constitución de la Libertad» hasta que se promulgue una nueva constitución. Además, finalizó la Batasang Pambansa y reorganizó la Corte Suprema. En mayo de 1986, la Corte Suprema ya reorganizada, declaró el gobierno de Aquino como «no simplemente un gobierno de facto sino de hecho un gobierno legítimo bajo la ley», que la legitimidad ha sido afirmada por la comunidad de naciones.
Aquino convocó a 48 miembros de una Comisión Constitucional para hacer la nueva constitución. La comisión, que fue presidida por la antigua Presidenta de la Suprema Corte Cecilia Muñoz-Palma que completó su período en octubre de 1986 La Constitución de 1987 fue aprobada en un plebiscito nacional en febrero de 1987.
Tanto la «Constitución de la Libertad» como la Constitución de 1987 autorizaron a la presidenta Aquino a ejercer el poder legislativo hasta que fuera organizado un nuevo Congreso. Así fue, ella continuó ejerciendo tales poderes hasta que el nuevo congreso fuera organizado bajo la Constitución de 1987 convocado en julio de 1987. Dentro de ese período, Aquino promulgó dos códigos legales y dispuso reformas legales significativas: el Código Familiar de 1987, que reformó el derecho civil sobre relaciones familiares, y el Código Administrativo de 1987, que reorganizó la rama estructural del gobierno ejecutivo.
En 1991, Aquino aprobó el Código del Gobierno Local, que devolvía poderes gubernamentales nacionales a los gobiernos locales. El nuevo código realzó el poder de las unidades de gobiernos locales para decretar medidas locales en los impuestos, y aseguró una parte para la renta pública nacional.

## Pospresidencia

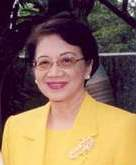
Corazón Aquino en 2003.

Después del final de su mandato, Aquino se retiró a la vida privada. Cuando se marchó de la investidura de su sucesor, escogió ir en un simple Toyota Crown blanco que ella había comprado (en vez del coche gubernalmental, un Mercedes), para demostrar que era de nuevo una ciudadana corriente. Ha dirigido un número de proyectos que tienen como objetivo difundir más lejos la democracia en Asia.
En 1998, apoyó al alcalde de Manila Alfredo Lim para la presidencia. Lim sin embargo quedó en la quinta plaza en la elección de mayo de 1998 donde Joseph Estrada ganó en una victoria arrolladora.
Aquino fue galardonada con los Premios Ramón Magsaysay de 1998 por el Entendimiento Internacional con el Presidente Joseph Estrada como invitado de honor. En 2002, Aquino recibió un doctorado honorario de la Seattle University en Washington.
En enero de 2001, Aquino fue decisiva en el éxito de la segunda revolución EDSA, una revuelta popular de cuatro días que pacíficamente derrocó al presidente filipino Joseph Estrada y que condujo a Gloria Macapagal-Arroyo a la presidencia.
En 2005, Aquino condenó a Arroyo, la presidenta en ese año, por amañar presuntamente el proceso electoral de 2004. En febrero de 2006, Aquino se unió a los manifestantes contra Arroyo en la EDSA, tras un supuesto intento de golpe de Estado por miembros del ejército filipino.

## Muerte
Falleció a los 76 años por un cáncer de colon el 1 de agosto de 2009.